# David Benoit
David Bryan Benoit (Bakersfield, California, 18 de agosto de 1953) é um pianista e compositor de jazz e produtor musical estadunidense. Benoit lançou mais de 25 álbuns desde 1980 e foi nomeado para três prêmios Grammy. Ele também é diretor musical da Asia America Symphony Orchestra e da Asia America Youth Orchestra. Além disso, dando crédito a Vince Guaraldi como inspiração, Benoit participou como intérprete e diretor musical das posteriores adaptações animadas da história em quadrinhos Peanuts, como o longa-metragem The Peanuts Movie, restaurando a assinatura musical de Guaraldi para a franquia.

## Carreira
Seu álbum de estreia da GRP Records, "Freedom at Midnight" (1987), alcançou a quinta posição na parada Top Contemporary Jazz Albums da Billboard.
Waiting for Spring (1989) chegou ao número 1 na parada Top Jazz Albums chart Billboard. Shadows, de 1991, chegou ao segundo lugar na parada Top Contemporary Jazz Albums chart.
O álbum "Here's to You, Charlie Brown: 50 Great Years" chegou ao número 2 na parada Top Jazz Albums chart. Sua versão de "Linus and Lucy" de Guaraldi, gravada em 1985 no álbum "This Side Up", foi bastante tocada nas rádios e ajudou a lançar o gênero smooth jazz.
Seu álbum do "Benoit / Freeman Project" recebeu 41⁄2 estrelas do AllMusic, a classificação mais alta que Benoit recebeu do serviço, e o álbum alcançou o segundo lugar na parada Top Contemporary Jazz Albums chart.

## Prêmios e Indicações
| Ano  | Prêmio       | Categoria                            | Trabalho Indicado                                 | Resultado | Ref. |
| ---- | ------------ | ------------------------------------ | ------------------------------------------------- | --------- | ---- |
| 1989 | Gramy Awards | Best Contemporary Jazz Performance   | Álbum Every Step of the Way                       | Indicado  |      |
| 1996 | Gramy Awards | Best Large Jazz Ensemble Performance | Álbum GRP All-Star Big Band                       | Indicado  |      |
| 2000 | Gramy Awards | Best Instrumental Composition        | Canção "Dad's Room" do álbum Professional Dreamer | Indicado  |      |

## Discografia
Solo
| Ano  | Álbum                                         | Selo Musical            | Info/Notas                                                       |
| ---- | --------------------------------------------- | ----------------------- | ---------------------------------------------------------------- |
| 1977 | Heavier Than Yesterday                        | Blue Moon               |                                                                  |
| 1980 | Can You Imagine                               | Blue Moon               |                                                                  |
| 1982 | Stages                                        | Blue Moon               |                                                                  |
| 1983 | Digits                                        | Blue Moon               |                                                                  |
| 1983 | Christmas Time                                | Blue Moon               |                                                                  |
| 1984 | Waves of Raves                                | AVI, Blue Moon          |                                                                  |
| 1986 | This Side Up                                  | En Pointe/Spindletop    |                                                                  |
| 1988 | Every Step of the Way                         | GRP                     |                                                                  |
| 1987 | Freedom at Midnight                           | GRP                     |                                                                  |
| 1988 | Urban Daydreams                               | GRP                     |                                                                  |
| 1989 | Waiting for Spring                            | GRP                     |                                                                  |
| 1990 | Inner Motion                                  | GRP                     |                                                                  |
| 1991 | Shadows                                       | GRP                     |                                                                  |
| 1992 | Letter to Evan                                | GRP                     |                                                                  |
| 1994 | Shaken Not Stirred                            | GRP                     |                                                                  |
| 1994 | The Benoit/Freeman Project                    | GRP                     | com Russ Freeman                                                 |
| 1995 | The Stars Fell on Henrietta                   | Varèse Sarabande        | soundtrack                                                       |
| 1996 | Remembering Christmas                         | GRP                     |                                                                  |
| 1997 | American Landscape                            | GRP                     |                                                                  |
| 1999 | Professional Dreamer                          | GRP                     |                                                                  |
| 2000 | Great Composers of Jazz                       | Vertical Jazz/Fine Tune | em parceria com Brian Bromberg e Gregg Bissonette                |
| 2000 | Here's to You, Charlie Brown: 50 Great Years! | GRP                     |                                                                  |
| 2002 | Fuzzy Logic                                   | GRP                     |                                                                  |
| 2003 | Right Here, Right Now                         | GRP/Universal/Verve     |                                                                  |
| 2004 | The Benoit/Freeman Project 2                  | Peak                    | com Russ Freeman                                                 |
| 2005 | Orchestral Stories                            | Peak/Universal          |                                                                  |
| 2005 | 40 Years: A Charlie Brown Christmas           | Concord/Peak            |                                                                  |
| 2006 | Full Circle                                   | Concord/Peak            |                                                                  |
| 2006 | Standards                                     | Kind of Blue            | em parceria com Brian Bromberg e Gregg Bissonette                |
| 2008 | Heroes                                        | Concord/Peak            |                                                                  |
| 2008 | Jazz for Peanuts                              | Concord/Peak            |                                                                  |
| 2010 | Earthglow                                     | Concord/Heads Up/Peak   |                                                                  |
| 2012 | Conversation                                  | Heads Up                |                                                                  |
| 2015 | 2 in Love                                     | Concord                 | com Jane Monheit                                                 |
| 2015 | Believe                                       | Concord                 | David Benoit Trio, feat. Jane Monheit & All American Boys Chorus |
| 2017 | The Steinway Sessions                         | Steinway                |                                                                  |
| 2017 | So Nice                                       | Shanachie               | com Marc Antoine                                                 |
| 2019 | David Benoit and Friends                      | Shanachie               |                                                                  |
| 2020 | It's a David Benoit Christmas!                | Steinway                |                                                                  |

Participação em outros trabalhos
- 1975 The Man Incognito, Alphonse Mouzon
- 1986 Moonlighting, The Rippingtons
- 1988 The Real Me, Patti Austin
- 1988 Lay It on the Line, Sam Riney
- 1988 In Full Swing, Full Swing
- 1990 This Is Me, Emily Remler
- 1992 Carry On, Patti Austin
- 1992 Tropical Pleasures, Kilauea
- 1997 The Body Remembers, Lorraine Feather
- 1999 The Dance, Dave Koz
- 2004 Choices, Brian Bromberg
- 2014 David Pack's Napa Crossroads, David Pack
- 2015 The Peanuts Movie, Christophe Beck